# Panda-Diplomatie

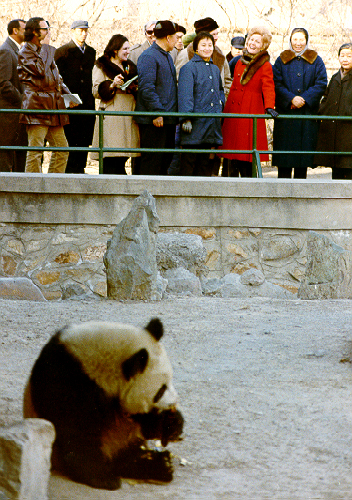
First Lady Pat Nixon im Pekinger Zoo, 1972

Unter Panda-Diplomatie wird die Annäherung der Volksrepublik China an den Westen durch symbolische Gesten und Geschenke verstanden. Der Name leitet sich aus der Praxis ab, Pandabären zu verschenken, die ausschließlich in China vorkommen.
Wobei im Ausland geborene Tiere Eigentum Chinas bleiben und wieder zurück gegeben werden müssen.

## Geschichte

Großer Panda Bao Bao im Zoologischen Garten Berlin

Bereits während des Zweiten Sino-Japanischen Krieges propagierte die englischsprachige Propaganda der Republik China 1941 ein geplantes Geschenk von zwei Pandas. 1957 wurden dem Moskauer Zoo zwei Bären, 1965 fünf weitere an Nordkoreas Diktator Kim Il-sung geschenkt. Das erste „Panda-Geschenk“ der Volksrepublik China wurde jedoch 1972 dem US-Präsidenten Richard Nixon gemacht. Er brachte von seinem Staatsbesuch bei Mao Zedong in China ein Pandabärenpaar für den Washingtoner Zoo mit. Die Tiere wurden von 75 Millionen Besuchern gesehen. Seither hat China 23 weitere Male Pandas verschenkt.
1980 erhielt auch der damalige deutsche Bundeskanzler Helmut Schmidt zwei Pandas, die er für den Zoologischen Garten Berlin entgegennahm.
Die Panda-Geschenke wurden nicht immer angenommen, zuletzt verweigerte Taiwan im Jahr 2005 zwei Bären, die „Tuan Tuan“ (团团) und „Yuan Yuan“ (圆圆) hießen, was zusammen das chinesische Wort für „Zusammenkunft“ (团圆 tuányuán) ergibt. Hintergrund ist die Weigerung Taiwans, dem chinesischen Wunsch nach Wiedervereinigung der beiden Staaten unter dem chinesischen Ein-China-Prinzip zu entsprechen. Nach der Wahl des neuen Präsidenten Ma Ying-jeou wurden die beiden Pandas im Jahr 2008 angenommen und erreichten Taiwan im Dezember 2008.
Berichten zufolge werden Pandas seit 2007 nicht mehr verschenkt, sondern nur noch verliehen. Die Leihgebühr soll bei einer Million Euro pro Jahr liegen.
Im Juni 2017 hat der Berliner Zoo für rund 900.000 Euro Leihgebühr pro Jahr ein Pärchen erhalten.